# Крюковка (Пензенская область)
Крю́ковка — деревня Сосновского сельсовета Бековского района Пензенской области.

## География
Деревня расположена на юго-западе Бековского района вдоль правого берега реки Миткирей. Расстояние до административного центра сельсовета села Сосновки — 6 км, расстояние до районного центра пгт Беково — 19 км. В 500 м от деревни расположен остановочный пункт 629 км Юго-Восточной железной дороги.

## История
По исследованиям историка-краеведа Полубоярова М. С., деревня основана помещиками между 1700 и 1747 годами. В 1762 году деревня Крюковка состояла из селений, которые принадлежали нескольким владельцам: деревня Митькирей, Михалевка тож, принадлежала Михаилу Михайловичу Лизунову (отсюда название Михалевка) с 17 ревизскими душами; деревня Миткирей — прапорщику Михаилу Яковлевичу Веденяпину с 7 душами; село Владимирское, Миткилей тож — секунд-майору Владимиру Семёновичу Семёнову (отсюда название Владимирское) со 152 душами. На плане Генерального межевания 1790 года обозначено как село Владимирское, Миткирей тож Сердобского уезда Саратовской губернии, в 1795 году показано за майоршей Анной Петровной Дурновой с прочими владельцами, 59 дворов, 294 души. В 1859 году — владельческое село Большой Миткирей (Крюковка) (принадлежало помещику П. Д. Дурново) при речке Большом Миткирее, имелась церковь, 47 дворов, число жителей: всего — 312 душ, из них мужского пола — 151, женского — 161. В 1868 году прихожанами построена деревянная двухпрестольная церковь с колокольней, главный престол — во имя святителя Николая и придел во имя святителя Дмитрия Солунского. В 1911 году — село Крюковка Сосновской волости Сердобского уезда, в селе имелись церковь, церковно-приходская школа, число дворов 60, численность приписного населения: всего — 379 душ, из них 191 — мужского пола, 188 — женского; площадь посева у крестьян 260 десятин, из них 232 десятины — на надельной земле, 28 десятин — на арендованной; имелось 2 железных плуга. В октябре 1923 года село вошло в состав укрупнённой Бековской (Беково-Нарышкинской) волости Сердобского уезда Саратовской губернии. В 1928 году — центр Крюковского сельсовета Бековского района Балашовского округа Нижне-Волжского края (с 30 июля 1930 года Балашовский округ упразднён, район вошёл в Нижне-Волжский край). В 1939 году в составе Бековского района село вошло во вновь образованную Пензенскую область. В 1955 году — деревня в Сосновском сельсовете Бековского района Пензенской области.

## Население
На 1 января 2004 года — 7 хозяйств, 8 жителей. В 2007 году население составило 19 человек. На 1 января 2011 года число жителей — 2 человека.
| Численность населения, чел. | Численность населения, чел. | Численность населения, чел. | Численность населения, чел. | Численность населения, чел. | Численность населения, чел. | Численность населения, чел. | Численность населения, чел. | Численность населения, чел. | Численность населения, чел. | Численность населения, чел. | Численность населения, чел. | Численность населения, чел. | Численность населения, чел. | Численность населения, чел. |
| 1747                        | 1762                        | 1811                        | 1859                        | 1877                        | 1911                        | 1926                        | 1939                        | 1959                        | 1979                        | 1989                        | 1996                        | 2004                        | 2007                        | 2010                        |
| --------------------------- | --------------------------- | --------------------------- | --------------------------- | --------------------------- | --------------------------- | --------------------------- | --------------------------- | --------------------------- | --------------------------- | --------------------------- | --------------------------- | --------------------------- | --------------------------- | --------------------------- |
| 480                         | ↘352                        | ↘160                        | ↗312                        | ↘230                        | ↗379                        | ↗390                        | ↘182                        | ↗231                        | ↘87                         | ↘42                         | ↘20                         | ↘8                          | ↗19                         | ↘2                          |

## Инфраструктура
Деревня Крюково не газифицирована, отсутствует централизованное водоснабжение. Грунтовая автодорога соединяет деревню с центром сельсовета селом Сосновка. Рядом с селом Сосновка проходит трасса регионального значения Беково — Сосновка — Варварино.
В 500 м от деревни Крюковка расположен остановочный пункт 629 км Юго-восточной железной дороги, на котором останавливаются пригородные поезда. В 7 км от деревни расположена станция Вертуновская Юго-Восточной железной дороги, обеспечивающая пассажирское сообщение на Москву, Саратов, Астрахань и другие города.

## Улицы
- Центральная